# 圓規座AX
圓規座AX，又名CP-63 3436，HD 130701、SAO 252928、HR 5527，是圓規座的一颗恒星，视星等为5.87，位于銀經315.83，銀緯-4.01，其B1900.0坐标为赤經14h 44m 27.3s，赤緯-63° -4.01′ 48″。